# Linothele sexfasciata
Espèce
Synonymes
- Diplura sexfasciata Schiapelli & Gerschman, 1945

Linothele sexfasciata est une espèce d'araignées mygalomorphes de la famille des Dipluridae.

## Distribution
Cette espèce est endémique du District capitale de Caracas au Venezuela,.

## Systématique et taxinomie
Cette espèce a été décrite sous le protonyme Diplura sexfasciata par Schiapelli et Gerschman en 1945. Elle est placée dans le genre Linothele par Raven en 1985.

## Publication originale
- Schiapelli & Gerschman, 1945 : Parte descriptiva. in Vellard, Schiapelli & Gerschman, Arañas sudamericanas colleccionadas por el Doctor J. Vellard. I. Theraphosidae nuevas o poco conocidas. Acta Zoologica Lilloana, vol. 3, p. 165-213.